# 우시오촌 (시마네현)
우시오촌(海潮村)은 시마네현 오하라군에 설치되었던 촌이다. 현재의 운난시에 해당한다.